# Herz-Jesu-Kirche (Bochum-Hamme)

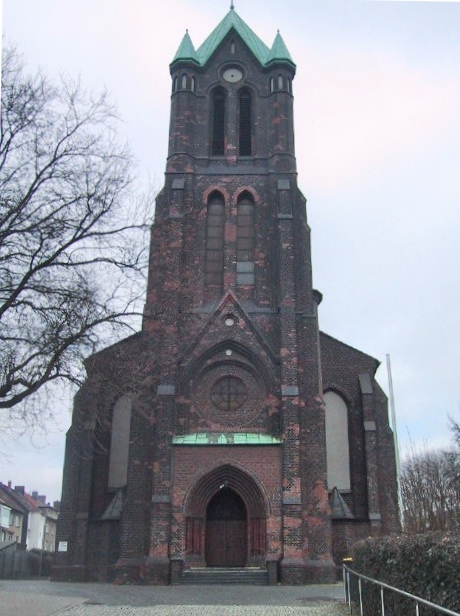
Herz-Jesu-Pfarrkirche Bochum-Hamme

Die Herz-Jesu-Kirche Bochum-Hamme ist ein römisch-katholischer Sakralbau des ausgehenden 19. Jahrhunderts im Stadtteil Hamme der Stadt Bochum in Nordrhein-Westfalen. Sie gehört zur Propsteipfarrei St. Peter und Paul im Dekanat Bochum und Wattenscheid des Bistums Essen.

## Geschichte
Die Geschichte der katholischen Kirchengemeinde Herz Jesu im Bochumer Stadtteil Hamme beginnt mit der großen Pfarrteilung der Bochumer Propsteigemeinde St. Peter und Paul im Jahre 1888. Zu den sieben neuen Pfarrbezirken, die damals entstanden, gehörte auch die „Landgemeinde Herz Jesu Hamme“. Kirche und Pfarrhaus waren allerdings bei der Pfarrgründung bereits vorhanden, da die Hammer Katholiken schon 1886 ein Grundstück gekauft und mit dem Bau ihrer eigenen Kirche begonnen hatten. Architekt der 1911 im neoromanischen Stil fertiggestellten Kirche war Hermann Wielers.
Im Zweiten Weltkrieg wurde die Kirche teilweise zerstört. In rekordverdächtiger Zeit bauten die Hammer Katholiken sie aber rechtzeitig zum 73. Katholikentag in Bochum 1949 wieder auf. 1949 läuteten im Kirchturm auch die drei neuen Gussstahlglocken der Tonfolge c' – es' – f' erstmals.
Seit 2005 ist die Kirche ein eingetragenes Denkmal (A 604).

## Josephshaus
Bereits im Jahr 1891 stellte die katholische Kirchengemeinde Herz-Jesu in Hamme einen Teil ihres Grundstücks zum Bau eines Josephshauses zur Verfügung. Dort wurde von drei Barmherzigen Schwestern vom Hl. Vinzenz von Paul, auch Vinzentinerinnen genannt, unter anderem eine „Kleinkind-Verwahrschule“ eingerichtet.
Im Februar 1976 wurde ein neues Gebäude errichtet und eingeweiht, das seitdem die Heimat des Kindergartens ist. Schwestern der Ordensgemeinschaft „Barmherzige Schwestern vom hl. Vincenz von Paul“ leiteten ihn bis 1986.